# Pelophila borealis
Pelophila borealis  (лат.) — вид жуков-жужелиц из подсемейства плотинников. Распространён в Европейской части России, Северной Сибири, Чукотском автономном округе, Магаданской и Амурской областях, Камчатском и Хабаровском краях, на Курильских островах (Шумшу, Парамушир), в Белоруссии, Латвии, Эстонии, Финляндии, Норвегии, Швеции и Канаде. Обитают на заболоченных местностях. Длина тела имаго 8,3—13 мм. Жуки чёрные, иногда с бронзовым, латунным или зеленоватым отливом; мандибулы и ноги часто тёмно-бурые. Голова и переднеспинка блестящие. Надкрылья матовые.